# Jean Genet

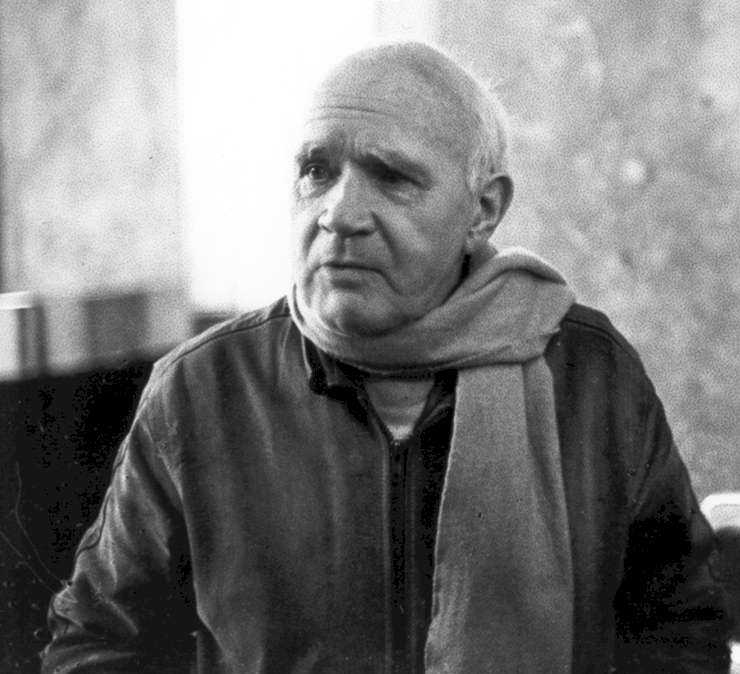
Jean Genet, 1983

Unterschrift Genets

Jean Genet (ʒɑ̃ ʒəˈnɛ) (* 19. Dezember 1910 in Paris; † 15. April 1986 ebenda) war ein französischer Romanautor, Dramatiker und Dichter.
Genet hebt sich vor allem durch seine bildhafte Sprache hervor. In seinen autobiografisch gefärbten Werken tauchen hauptsächlich Zuhälter, Diebe und andere Randexistenzen ihrer Zeit auf. Genet trat 1929 in den Militärdienst ein, aus dem er jedoch desertierte. Wegen verschiedener Delikte drohte ihm 1948 ein Prozess mit lebenslanger Haftstrafe. Mehrere Schriftsteller, darunter Sartre und Cocteau, schrieben an den französischen Staatspräsidenten und erwirkten so seine Begnadigung. Diese Erlebnisse wirkten sich direkt auf das Werk aus. Die Werke Genets werden neben homosexuellen auch stark von sadomasochistischen Motiven und moralischen Umwertungen geprägt. Seine Theater-Vorstellungen waren ihrer Zeit voraus und wurden von Rainer Werner Fassbinder auch im Film aufgegriffen.

## Leben

### Kindheit und Jugend
Genet wurde 1910 in Paris geboren. Seine Mutter war Camille Gabrielle Genet (1888–1919), der Vater unbekannt. Als Genet etwa ein halbes Jahr alt war, gab seine Mutter ihn bei der öffentlichen Fürsorge ab. Bereits am nächsten Tag wurde Genet dem Ehepaar Eugénie und Charles Regnier aus Alligny-en-Morvan als Pflegekind übergeben. In diesem Dorf wurde er im Herbst 1916 eingeschult. Nach eigenen Angaben begann er mit zehn Jahren, seine Pflegeeltern zu bestehlen. Zu diesem Zeitpunkt wurde ihm auch seine Homosexualität klar.
Genets Pflegemutter starb 1922. Als neue Pflegemutter wurde ihre Tochter Berthe berufen. 1923 beendete er die Schulausbildung. Er war der beste Schüler seiner Gemeinde und zählte zu der Minderheit der Fürsorgekinder, die überhaupt einen Schulabschluss vorweisen können.
Am 17. Oktober 1924 kehrte Jean Genet nach Paris zurück. Er begann eine Lehre zum Drucker im Ausbildungszentrum der öffentlichen Fürsorge. Doch bereits zwei Wochen später, die er zudem größtenteils auf der Krankenstation verbracht hatte, flüchtete er. Sieben Tage danach wurde er in Nizza aufgegriffen. Er verlor seine Lehrstelle. Von April bis Oktober des Folgejahres war er bei einem Pariser Ehepaar untergebracht. Es endete damit, dass er ihm anvertrautes Geld unterschlug und ausgab. Es folgten psychiatrische Untersuchungen und diverse Unterbringungen in öffentlichen Einrichtungen. Nach mehreren weiteren Fluchtversuchen landete er im Gefängnis La Petite-Roquette.
Im Juni 1926 wurde ihm eine Stelle als Landarbeiter in Abbeville zugewiesen. Einen Monat hielt er es dort aus. Seine Flucht endete in Meaux, und er wurde dort der Landstreicherei angeklagt und verurteilt. Es kam zu einem weiteren Prozess vor dem Kinder- und Jugendgericht, in dem er freigesprochen wurde. Anschließend wurde er in die Besserungskolonie Mettray gebracht. Am 3. Dezember 1927 flüchtete er von dort, jedoch fasste ihn die Polizei zwei Tage später, und er kam vorläufig in das Gefängnis von Orléans, bis er nach Mettray zurückgebracht wurde.

### Militärzeit
Um den inhumanen Zuständen in Mettray zu entkommen, meldete er sich freiwillig zum Militär. Er kam am 3. März 1929 nach Montpellier und am 1. Mai 1929 nach Avignon in das 7. Pionierregiment. Er stieg zum Obergefreiten auf und bat um Versetzung ins Ausland. Am 28. Januar 1930 verließ er Frankreich per Schiff von Marseille aus in Richtung Levante und erreichte sieben Tage später Beirut. Von dort aus ging es weiter zu seiner neuen Einheit nach Damaskus. Er blieb dort bis Ende Dezember. Anschließend kam er zurück nach Avignon.
Seine erste Militärzeit endete am 1. Januar 1931. Fünfeinhalb Monate danach trat er erneut der Armee bei, diesmal kam er in das 7e RTM (7e régiment de tirailleurs marocains = 7. Marokkanisches Schützenregiment). Er blieb bis zum 7. Februar 1933 in Marokko und beendete seine zweite Dienstzeit am 15. Juni in Toul.
Nach einer Fußreise bis nach Barcelona, wo er mehrere Monate blieb, und seiner Rückkehr nach Frankreich schrieb er sich am 24. April 1934 erneut bei der Armee ein. Er blieb in Frankreich beim 22e régiment de tirailleurs algériens in Toul. Im Oktober 1935 verlängerte er seine Dienstzeit um weitere vier Jahre. Er kam nach Aix-en-Provence in das RICM (Régiment d'Infanterie Coloniale du Maroc = Koloniales Infanterieregiment von Marokko). Doch bevor er nach Marokko versetzt wurde, desertierte er am 18. Juni 1936.

### Flucht und Gefängnis
Von Juli 1936 bis Juli 1937 war Jean Genet als Deserteur auf der Flucht. Er durchwanderte dabei viele europäische Länder und legte angeblich 8.500 km zurück. Er kam nach Italien, Albanien, Jugoslawien, Österreich, Tschechoslowakei, Polen, Deutschland, Belgien und schließlich nach Paris. Immer wieder wurde er verhaftet, für ein paar Tage oder Wochen inhaftiert und in das nächste Land abgeschoben.
Er blieb auch ein paar Tage in Berlin und lebte dort, wie so oft während dieser Reise, von der Prostitution. In Berlin traf er Wilhelm Leuschner, der später wegen angeblicher Beteiligung am Attentat vom 20. Juli 1944 auf Hitler hingerichtet wurde. Lily Pringsheim schreibt später: „Es ist ein ewiger Jammer, dass Genet nicht dazu ausersehen war, Hitler zu ermorden. Als unbekannter Vagabund und Bettler, der politisch unverdächtig und Ausländer ist, hätte es ihm gelingen können.“
Zurück in Paris begann die Serie der Festnahmen:
- 16. September 1937: Erste Verhaftung. Er wurde zu einem Monat Gefängnis wegen Diebstahls verurteilt, allerdings unter dem Namen „Genest“, gegen den noch nichts vorlag, und so wurde die Strafe ausgesetzt.
- 21. September 1937: Identifikation als Deserteur. Überstellung in das Santé-Gefängnis. Ende November wurde das Urteil wegen Diebstahls, Passfälschung und unerlaubten Waffenbesitzes gesprochen: fünf Monate Haft.
- 13. Januar 1938: Überstellung in das Militärgefängnis von Marseille. Bis zur Verurteilung wegen Desertion vergingen weitere vier Monate. Das Urteil lautete zwei Monate. Allerdings wurde die bisherige Haftzeit angerechnet, so dass er sofort freigelassen wurde.
- 14. Oktober 1938: Vierte Verhaftung, erneut wegen Diebstahls. Seine Freilassung fiel auf den 17. Januar 1939 und er kehrte nach Paris zurück.
- 7. Mai 1939: Festnahme in Auxerre wegen Landstreicherei. Er bekam einen Monat Haftaufenthalt.
- 16. Juni 1939: Tag der Entlassung und erneute Verhaftung. Nochmals Anklage wegen Landstreicherei, zudem konnte er seine anthropometrischen Ausweispapiere nicht vorweisen. Der erste Anklagepunkt wurde fallengelassen, der zweite führte zu zwei Wochen Haft.
- 16. Oktober 1939: Zwei Monate wegen Diebstahls.
- 31. Dezember 1939: Er begann das Jahr 1940 im Verlies, und das Schreiben einer verspäteten Weihnachtskarte bezeichnete er als Auslöser für seine Schriftstellerei.
- 23. April 1940: Achte Verurteilung (hier gibt es Widersprüche in den Quellen). Genet ging in Berufung und aus zehn Monaten wurden knappe zwei.
- 3. Dezember 1940: Neunte Haftstrafe, bis zum 4. März 1941.
- 9. Dezember 1941: Zehnter Gefängnisaufenthalt, bis zum 10. März 1942.
- 14. April 1942: Paris von den deutschen Truppen besetzt, Jean Genet wurde wegen Bücherdiebstahls bis zum 15. Oktober 1942 inhaftiert.

### Erste Werke
Die erste Veröffentlichung war das auf eigene Kosten gedruckte Gedicht Der zum Tode Verurteilte. Es erschien im September 1942 in einer Auflage von ca. 100 Stück und wurde größtenteils an Freunde und Bekannte verschenkt. Ein Exemplar fand den Weg zu dem berühmten Schriftsteller Jean Cocteau, der sich begeistert äußert („Dies lange Gedicht ist wundervoll“ [Jean Cocteau: Journal 1942–1945]). Das Gedicht handelt von Maurice Pilorge, der zwanzigjährig als Mörder hingerichtet wurde.
Auch im Gefängnis entstand zwischen 1941 und 1942 sein erster Roman Notre-Dame-des-Fleurs. Am 16. Februar 1943 las er daraus Cocteau vor, zu dessen Protegé er allmählich wurde. Cocteau reichte das Manuskript herum. Es war so freizügig homosexuell, dass u. a. Paul Valéry von einer Veröffentlichung abriet. Zu Kriegszeiten war Papier knapp, und so kam das Werk erst 1944 in den freien Verkauf. Doch Genets Bekanntheitsgrad stieg bereits 1943 schlagartig, obwohl die meisten aus dem künstlerischen Paris nichts von ihm gelesen hatten.
Trotz seiner steigenden Anerkennung versuchte er sich weiter als Dieb und wurde am 29. Mai 1943 erneut verhaftet. Diesmal stand er nicht allein vor dem Richter, denn Cocteau besorgte ihm sofort einen Anwalt. Es wurde ein psychologisches Gutachten erstellt, das als Ergebnis feststellte: „Genet dürfte als jemand bezeichnet werden, der zu jener Menschenkategorie gehört, deren moralische Verantwortlichkeit leicht vermindert ist.“ Ihm drohte aufgrund seiner vorigen Verurteilungen lebenslange Haft, aber der Richter blieb bei seinem Strafmaß genau einen Tag unterhalb dieser Grenze. Somit wurde er am 30. August 1943 wieder entlassen.
Noch immer war Notre-Dame-des-Fleurs nicht erschienen, die letzten Korrekturen und Fragen wurden geklärt. Doch Genet erhielt bereits einen Vorschuss auf seinen zweiten Roman Wunder der Rose. Zudem war das Theaterstück Unter Aufsicht fast fertig und das Drama Die Zofen in der Planungsphase. Dennoch wurde er am 24. September 1943 wiederum wegen Buchdiebstahls verhaftet. Anfang November erging das Urteil: vier Monate Gefängnis. Ein Gesetz über eine „administrative Internierung“ ließ es zu, dass Genet für unbestimmte Zeit ins Pariser Gefängnis Tourelles kam. Er äußerte in Briefen sogar öfters die Sorge, dass er in ein Konzentrationslager verlegt werden sollte. Während seiner Haft litt er immer wieder Hunger und ließ sich durch seine Freunde und seinen Verleger Lebensmittelpakete bringen. Am 15. März 1944 kam er frei, nachdem sich die verschiedensten Persönlichkeiten für ihn eingesetzt hatten. Kurz danach erschien ein Auszug von Notre-Dame-des-Fleurs in einer Literaturzeitschrift, zusammen mit Geschlossene Gesellschaft von Jean-Paul Sartre.
Von 1944 bis 1947 war Genets juristischer Status sehr unsicher. Es waren noch zwei Jahre Haft anhängig, die vollstreckt worden wären, wenn er erneut straffällig geworden wäre. Somit lebte er in der Gefahr, erneut eingesperrt zu werden.

### Pariser Kreise
Jean Genet fand nach der Entlassung aus dem Gefängnis immer mehr Aufnahme in den künstlerischen Kreisen von Paris. Anfangs verkehrte er viel in der Gesellschaft um Jean Cocteau, dort lernte er u. a. Boris Kochno, Christian Bérard (der später das Bühnenbild für Die Zofen entwarf) und den Schauspieler Jean Marais kennen. Dann orientierte er sich zunehmend zu der Szene in Saint-Germain-des-Prés. Hier traf er auf Jean-Paul Sartre, Simone de Beauvoir, Roger Blin, Alberto Giacometti, Pablo Picasso, Dora Maar und Jacques Prévert.
1945 schritt die Arbeit an Querelle voran, lediglich der Arbeitstitel änderte sich häufig: Tonnerre des Brest, Les mystères de Brest, Querelle d’Égypte. Zeitgleich schrieb er an Das Totenfest. Er verliebte sich in den 18-jährigen Lucien Sénémaud; eine platonische Liebe, da Lucien heterosexuell war.
Im März 1946 erschien Wunder der Rose im Verlag seines Freundes Marc Barbezat in einer Auflage von 475 Exemplaren. Ein Jahr später wurde Das Totenfest veröffentlicht, diesmal im renommierten Verlag Gallimard, allerdings ohne Verlagsnennung. Genet war ein angesehener Autor geworden. So äußerte sich Sartre: „Wir haben derzeit in Frankreich ein absolutes literarisches Genie: es heißt Jean Genet, und sein Stil, das ist der von Descartes.“ In Amerika erschien in einer Zeitschrift die englische Übersetzung von Ein Liebesgesang, später zwei Auszüge von Das Totenfest. Louis Jouvet inszenierte in Paris als Vorspiel zu Giraudoux’ Der Apollo von Belac Genets Die Zofen. Das Stück wurde von der Presse größtenteils negativ besprochen, dennoch kam es auf 92 Vorstellungen.
In Das Totenfest lobte Genet das SS-Massaker von Oradour (Auslöschung der gesamten Bevölkerung des Ortes Oradour-sur-Glane) als Poesie.
Im Juli 1947 erhielt Genet den „Prix de la Pléiade“ vom Gallimard-Verlag für Die Zofen und Unter Aufsicht (lediglich Albert Camus und Jacques Lemarchand stimmten dagegen). Camus war es auch, der 1948 das Gesuch an den französischen Staatspräsidenten, Genet endgültig aus dem Strafregister zu entlassen, nicht unterschrieb. Im darauffolgenden Jahr wurde das Ballett Adame Miroir uraufgeführt. Die Musik dazu schrieb Darius Milhaud, das Bühnenbild stammte von Paul Delvaux, die Kostüme von Leonor Fini und für die Choreographie zeichnete Janine Charrat verantwortlich. Es wurde ein Erfolg. Doch schon bald senkte sich ein Schatten auf Genet: Noch immer drohte eine lebenslange Haftstrafe, wenn es zu einer weiteren Anklage und Verurteilung käme. Um dies zu verhindern, schrieben Sartre und Cocteau einen offenen Brief an den damaligen Präsidenten Vincent Auriol. Der Brief datierte vom 15. Juli 1948. Im Jahr 1949 wurde Genet begnadigt.
Die Literaturagentin Monique Lange stellte den Kontakt zu dem spanischen Autor Juan Goytisolo her, der ihn als seinen geistigen Vater und moralischen Leitfaden verstand. Beide teilen sich die Aussicht auf den Atlantischen Ozean auf dem Friedhof in Larache (Marokko).

### Depression und Untätigkeit
1948 endete die erste kreative Phase. Jean Genet hatte in wenigen Jahren sein Hauptwerk geschrieben, das bereits 1949 als Sämtliche Werke in einer Neuausgabe erschien. Am 26. Februar gab es die Premiere von Unter Aufsicht, es folgte 1950 der Film Un chant d'amour (dt.: Ein Liebeslied, Kamera: Jacques Nattau), der aufgrund seiner pornographischen Darstellungen nicht öffentlich gezeigt werden konnte. Erst 1964 gab es die erste öffentliche Aufführung in New York, woraufhin der Veranstalter Jonas Mekas von der Polizei zusammengeschlagen und inhaftiert wurde. Im Verlauf der Jahre wurde der Film zunehmend als Meisterwerk gepriesen, während Genet ihn hasste und verurteilte.
Es folgte das Drehbuch für den Film Mademoiselle, der in der Umsetzung von Tony Richardson völlig misslang. Doch der stürmische Schreibdrang war vorbei. Immer wieder berichtete er Cocteau, er habe seine aktuellen Werke verbrannt oder anders vernichtet. Zunehmende Depressionen und eine unglückliche Liebschaft ergaben mehrere Selbstmordversuche. Im Jahr 1952 erschien Sartres „Saint Genet, Komödiant und Märtyrer“, eine Psychoanalyse mit Schwerpunkt auf Genets Werk.

### Zweite Schaffensphase
Zwischen 1955 und 1957 schuf Genet seine drei abendfüllenden Theaterstücke: Der Balkon, Die Neger und Die Wände. Zu der Zeit lernte er den Bildhauer Alberto Giacometti kennen und bald verband eine tiefe Freundschaft diese Künstler. Giacometti schuf vier Zeichnungen und drei Gemälde von Genet, der wiederum einen vielgelobten Essay über ihn schrieb, L’Atelier d’Alberto Giacometti, aus dem Jahr 1957. Sie diskutierten stundenlang und beide ließen sich davon in ihrem Werk inspirieren. Im Januar 1956 wurde Genet zu acht Monaten Haft auf Bewährung verurteilt. Anlass waren Illustrationen zu Die Galeere (von Leonor Fini) und zu Querelle (von Jean Cocteau). Laut Gericht waren diese Abbildungen ein Verstoß gegen die guten Sitten.
Der Balkon wurde 1957 in London unter Peter Zadek uraufgeführt. Genet sprach sich während einer Probe so deutlich gegen die Inszenierung aus, dass er Theaterverbot bekam. In Frankreich konnte das Stück erst 1960 aufgeführt werden.
Die Neger entstand als eine Auftragsarbeit des Regisseurs Raymond Rouleau, der sich ein Stück für ein rein schwarzes Ensemble wünschte. Doch Rouleau und Genet scheiterten an der Inszenierung, und die Uraufführung am 28. Oktober 1959 war eine Regiearbeit von Roger Blin, der den Text gemeinsam mit Genet überarbeitet hatte. Das Stück erhielt im gleichen Jahr den „Grand Prix de la Critique“.
Ende 1955 begann Genets Beziehung mit dem damals 18-jährigen Artisten Abdallah Bentaga. Gemeinsam reisten sie viele Jahre durch Europa, zum einen, weil Abdallah aus der französischen Armee desertiert war, zum anderen, um seine Ausbildung zum Hochseilartisten voranzutreiben und nach Zirkusengagements zu suchen.
Genet arbeitete währenddessen an Die Wände und plante ein umfangreiches Werk mit dem Arbeitstitel La Mort (Der Tod). Es sollte aus dem Roman La Mort I und einem Zyklus von sieben Theaterstücken (u. a. Die Wände, Le Bagne [Die Strafkolonie nach dem gleichnamigen Drehbuch], La Fée) bestehen. Doch es blieb nur bei dem Plan. Seine zweite Schaffensphase ging zu Ende. Zwar schrieb er weiterhin Nacht für Nacht, doch mehr an Änderungen seiner Stücke und am Schluss von Die Wände, als an neuen Sachen.
Die Uraufführung von Die Wände gab es in gekürzter Fassung 1961 in Berlin. Im gleichen Jahr entfernte sich Genet immer mehr von Abdallah Bentaga. Bentaga war nach mehreren Stürzen nicht mehr in der Lage, als Artist zu arbeiten und auf finanzielle Hilfe von Genet angewiesen. Doch dieser ließ ihn allein, und am 27. Februar 1964 beging Abdallah Selbstmord. Diese Tat erschütterte Genet so sehr, dass er keine zwei Monate später das Gelübde ablegte, nie mehr zu schreiben. Seine Depressionen wurden immer stärker, und im Mai 1967 unternahm er in Italien einen Selbstmordversuch mit einer Überdosis des Schlafmittels Nembutal.

### Später Ruhm
Obgleich Genet nicht mehr schrieb, stieg sein Stern unaufhörlich. Seine Bücher verkauften sich in den USA und England sehr gut, es erschien sogar eine Taschenbuchausgabe, für die Genet einen hohen Vorschuss erhielt. In Frankreich erreichte er einen Kultstatus und immer mehr international renommierte Bühnen spielten seine Stücke – außer Die Neger, da hier Genet nicht von der Vorgabe abrückte, das Stück ausschließlich mit Schwarzen zu besetzen.
Die Wände wurde erstmals 1966 in Frankreich unter der Regie von Roger Blin aufgeführt. Das Stück, das 1961 in Deutschland entstand, ist eine verklausulierte Kritik am Algerienkrieg Frankreichs und sein politischstes Werk. Die Uraufführung 1966 an dem von Jean-Louis Barrault, der auch mitspielte, geleiteten Odeon war ein großer Theaterskandal. Bis 1983 untersagte Genet eine Neuinszenierung. Ungekürzt hat es eine Spieldauer von etwa fünf Stunden und beinhaltet 96 handelnde Rollen zuzüglich Statisten. In der Konzeption wollte Genet, dass jeder Darsteller fünf oder sechs Personen spielt. Bei der französischen Erstinszenierung arbeitete er sehr eng mit Blin zusammen. Aus seinen Anmerkungen, Notizen etc. entstand später die Sammlung Briefe an Roger Blin. Das Stück rief schnell den Unmut der rechtsgerichteten Kreise hervor, die damals gegen den Abzug aus Algerien waren. Es kam wiederholt zu Unterbrechungen, sogar zu Schlägereien und Bühnenbesetzungen während der Aufführungen. Vor dem Theatereingang fand sich allabendlich eine Gruppe ein, die versuchte den Zugang zu blockieren. Einer ihrer Anführer war der Rechtsextremist Jean-Marie Le Pen. Selbst die französische Nationalversammlung beschäftigte sich damit und der damalige Kultusminister André Malraux musste einige Anfragen bezüglich der Subventionierung dieses Stücks beantworten.

### Politische Aktivitäten
Die Zeit der Studentenunruhen in Frankreich 1968 berührte auch Genet. Er schrieb einen Artikel über den damaligen Anführer Daniel Cohn-Bendit, revanchierte sich damit quasi für dessen Einsatz bei der Verteidigung von Die Wände, bei der Cohn-Bendit einer der Blockadebrecher war. Als die Revolte die USA erreichte, wurde er dorthin geschickt, um über den Wahlkongress der Demokraten zu berichten. Er traf eine Reihe von Autoren, die ihm gegenüber seinen Einfluss auf ihre Literatur lobten: William S. Burroughs, Allen Ginsberg, Jack Kerouac, Gregory Corso. Während des Kongresses kam es zu zahlreichen Demonstrationen und Kundgebungen von Gegnern des Vietnamkrieges, auf denen auch Genet sprach.

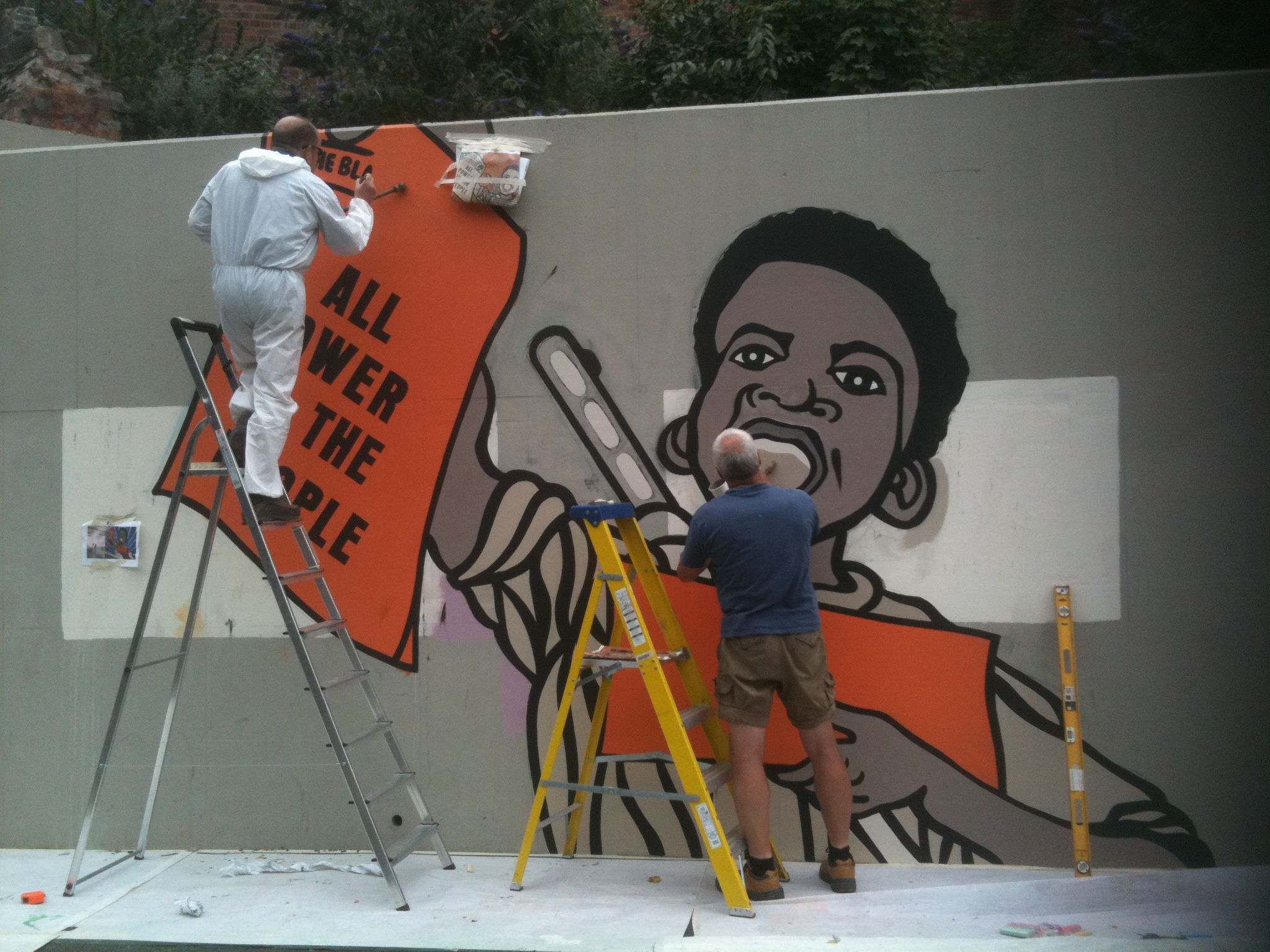
Wandmalerei zu Genets politischen Aktivitäten im Rahmen einer Ausstellung 2011

Ab 1970, er traf sich erstmals mit Vertretern der Black Panthers in Paris, arbeitete Genet nur noch für seine politischen Aktivitäten. Er setzte sich für die Freilassung von Bobby Seale ein, besuchte Brasilien und forderte die Haftentlassung der Schauspielerin Nilda Maria, schrieb ein politisches Vorwort zu der Briefsammlung des schwarzen Gefangenen George Jackson, verfasste einen Artikel über die in den USA (politisch) verfolgte Angela Davis und blieb lange Zeit der Bewegung der Schwarzen und der Palästinenser treu. Er lernte im November 1970 Jassir Arafat kennen, schrieb wohlwollende Artikel über den palästinensischen Freiheitskampf, wurde zum Gegner der israelischen Landnahme.
1974 veröffentlichte Jacques Derrida Glas, worin er sich mit der Philosophie Hegels und der Dichtung Genets beschäftigte.
Genets politisches Interesse lag im Ausland. Um die französische Innenpolitik kümmerte er sich kaum. Er blieb stumm, als es 1971/72 zu zahlreichen Unruhen und Aufständen in französischen Gefängnissen kam. Er beteiligte sich nicht bei der Gruppe um Michel Foucault, die öffentlich Missstände in den Haftanstalten anprangerte.
Mit seiner eindeutigen Parteinahme für die Palästinenser stellte sich Genet gegen einen Großteil der Pariser Linksintellektuellen und es kam u. a. zum Bruch mit Sartre, der pro-israelisch agierte und schrieb. Anfang 1974 setzte sich Genet für François Mitterrand als Präsidentschaftskandidat der Vereinigten Linken ein. Doch es setzte sich Valéry Giscard d’Estaing bei den Wahlen durch. Eine Woche später veröffentlichte Genet einen Artikel über den neuen Präsidenten, in dem er ihn „rechtsradikal“ und „anti-arabisch“ nannte. Im Sommer des gleichen Jahres lernte er seinen letzten Lebensgefährten kennen: den Marokkaner Mohammed El Katrani. Er nahm den 26-jährigen ehemaligen Soldaten mit nach Frankreich.
Es erschienen kaum noch neue Texte. Zwar machte er sich weiterhin viele Notizen, die in Kopie immer auch an seinen Verlag Gallimard gingen, doch waren sie unstrukturiert und nicht zu veröffentlichen. Ein 1975 angekündigter Roman wurde nicht geschrieben, dafür erschien ein langes Interview, geführt und aufgezeichnet von dem deutschen Schriftsteller Hubert Fichte, anfangs in Auszügen in der Wochenzeitung Die Zeit und sechs Jahre später komplett in Buchform. Zu der Zeit entwickelte sich eine enge Freundschaft zu dem marokkanischen Autor Tahar Ben Jelloun, die viele Jahre hielt. Von einigen anderen Freunden dagegen trennte sich Genet nicht immer im Guten. Für Sartre hatte er nur noch Verachtung übrig.
1976 stürzte sich Genet mit viel Elan in ein neues Filmprojekt. Fast zwei Jahre arbeitete er zusammen mit Ghislain Uhry an dem Drehbuch mit dem Arbeitstitel Abenddämmerung. Doch kurz vor der Realisierung stieg er aus und der Film wurde nie gedreht. Noch während dieser Arbeit begann er an einem Libretto für eine Oper mit Musik von Pierre Boulez. Doch auch daraus wurde nichts.
Zu der Zeit kam er über das Ehepaar Roussopoulus in Kontakt mit der Rote Armee Fraktion (RAF) und deren Anwalt Klaus Croissant. Genet sympathisierte zunehmend mit der RAF und schrieb ein wohlwollendes Vorwort zur französischen Ausgabe von Schriften der Baader-Meinhof-Gruppe, das am 2. September 1977 auf der Titelseite von Le Monde erschien (Violence et brutalité, deutsch Gewalt und Brutalität). Es hagelte harsche Kritik und die Zeitung musste schwere Vorwürfe über sich ergehen lassen. Genet war in der intellektuellen Szene zusehends isoliert. In dem Artikel geißelt er die „Brutalität“ des Staates und verherrlicht die „Gewalt“ der RAF. Zehn Tage später erschien der Text im Spiegel auf Deutsch, zu einer Zeit, als die Entführung von Hanns Martin Schleyer und die Ermordung von drei Polizisten gerade eine Woche zurücklag. Als Drahtzieher dieser Aktion galt Croissant, der später in Paris verhaftet wurde. Genet gab Paul und Carole Roussopoulus die Schuld an der Festnahme und brach jeglichen Kontakt ab. Ihm blieben kaum noch Freunde. Einer von ihnen war Tahar Ben Jelloun, der einen freundlichen Artikel mit dem Titel Pour Jean Genet schrieb und der am 24. September ebenfalls in Le Monde erschien.

### Langsames Ende

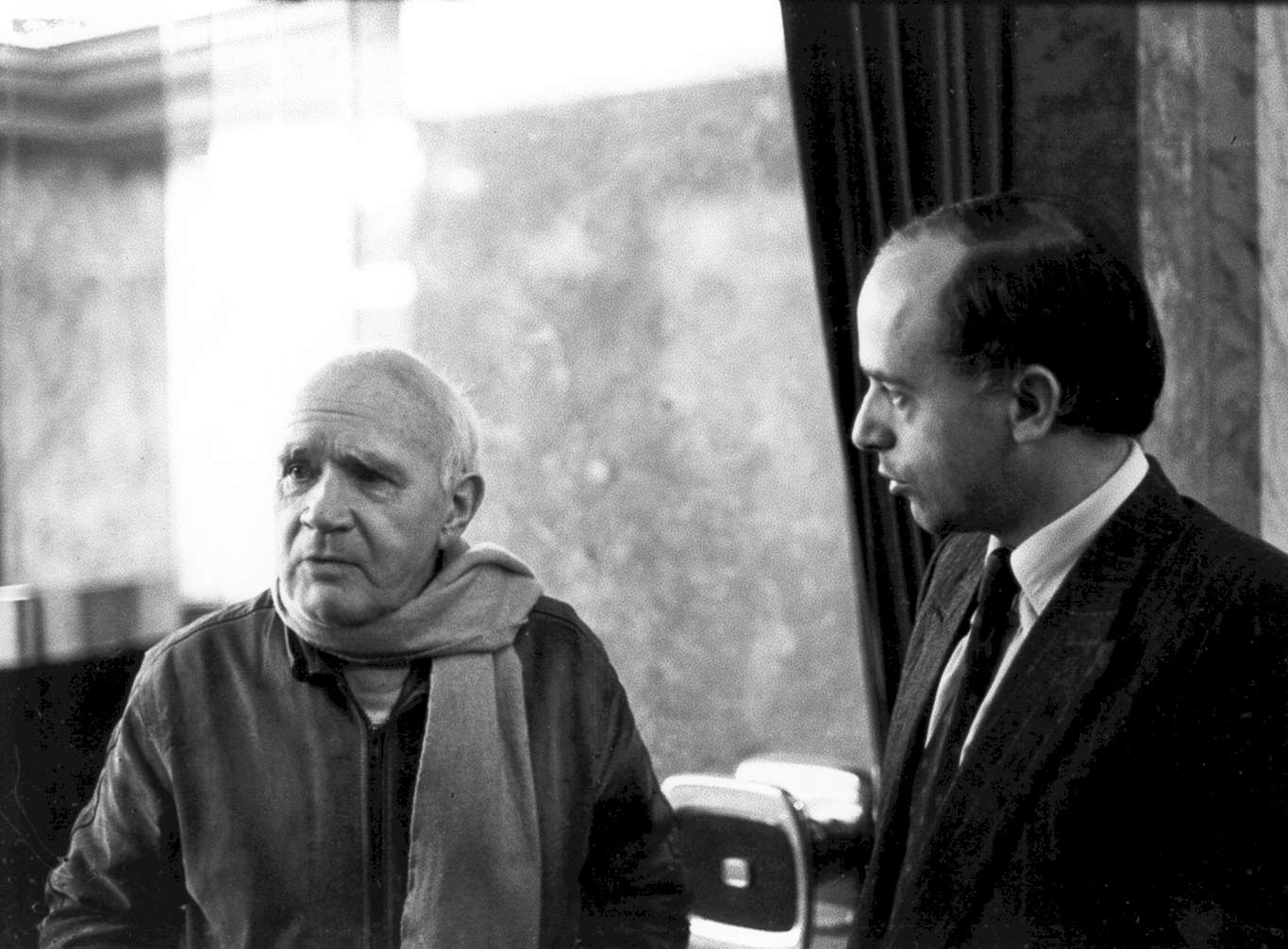
Genet in Wien, 19. Dezember 1984

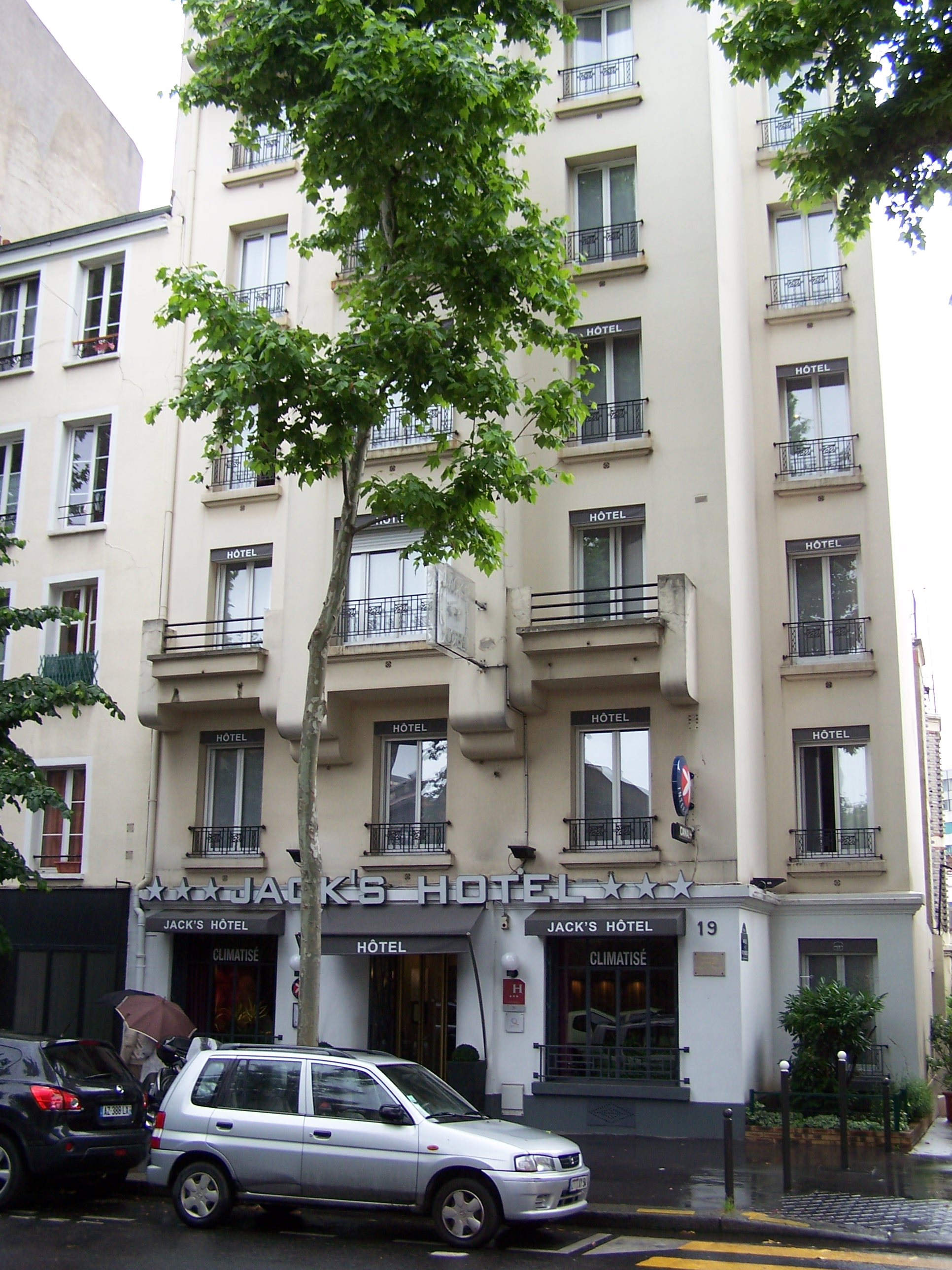
Jack's Hotel, letzte Unterkunft Genets in der Avenue Stéphen Pichon 19

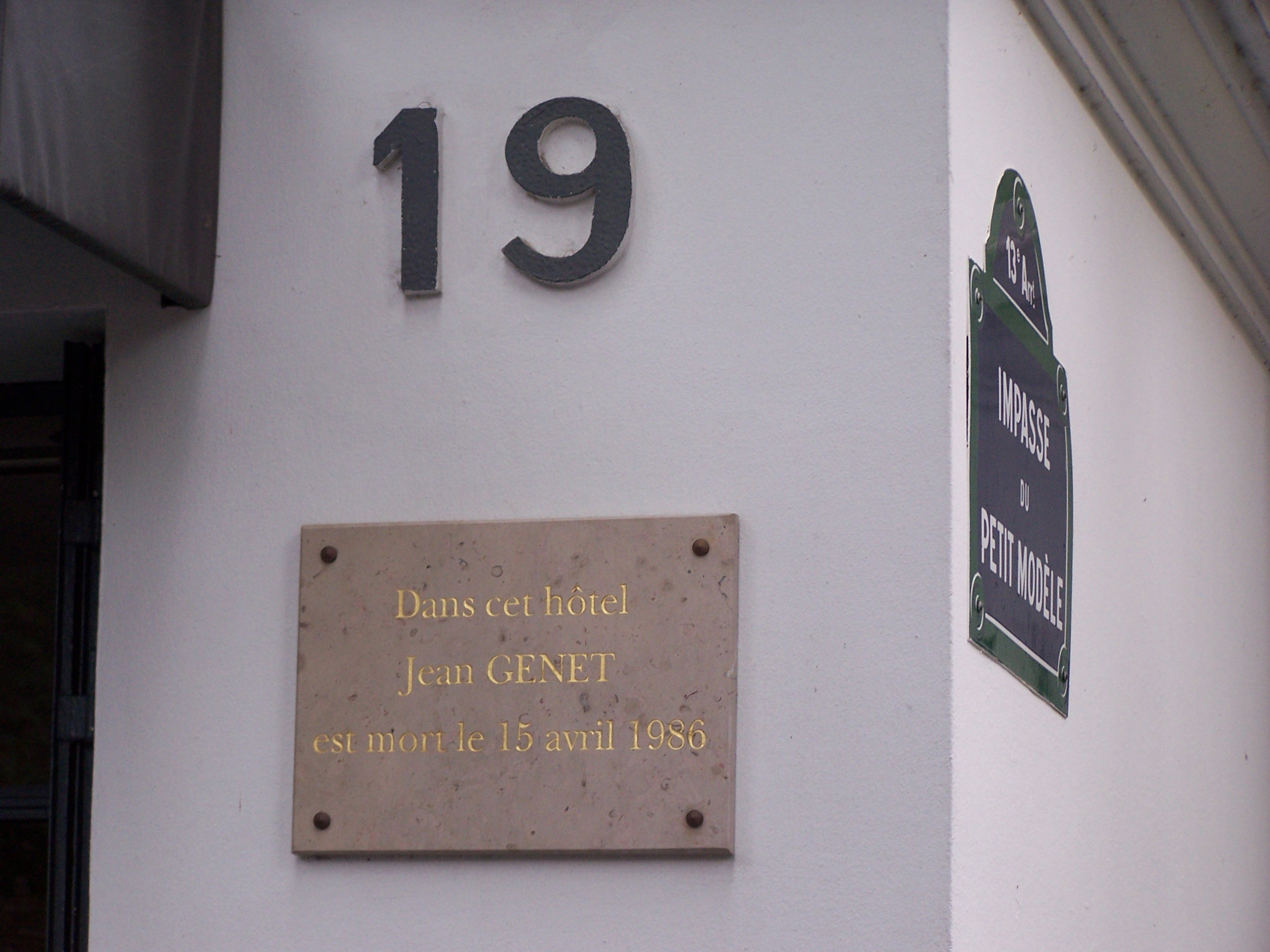
Gedenktafel an Jack's Hotel

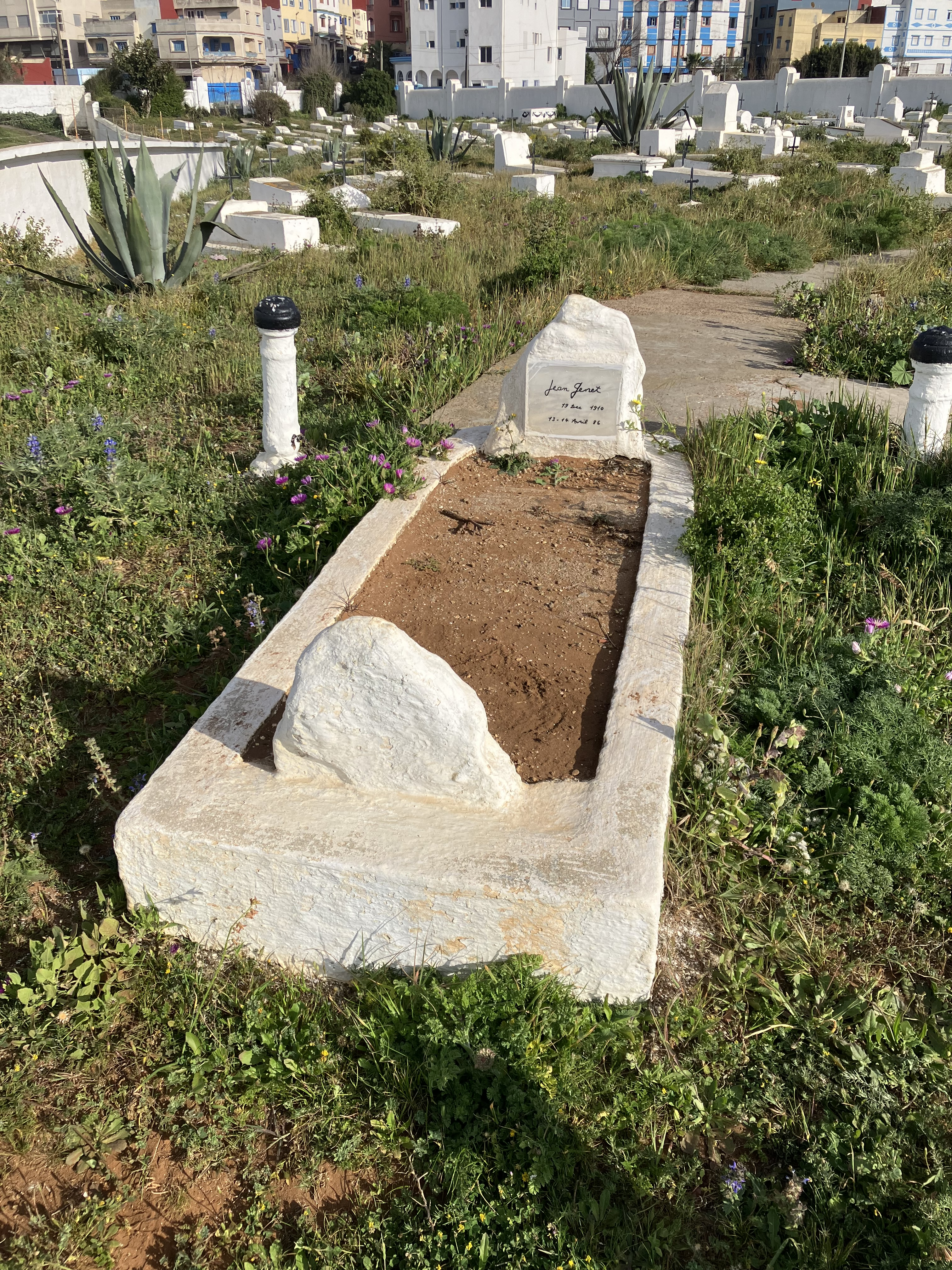
Grab Genets in Larache (Marokko)

Im Mai 1979 wurde bei Jean Genet Kehlkopfkrebs diagnostiziert und er begann eine einjährige Kobalttherapie, die ihn sehr schwächte. Erschwerend kamen eine Prostataoperation und Zahnprobleme hinzu. Er verbrachte viel Zeit in Marokko bei Mohammed El Katrani und dessen Frau in dem von Genet bezahlten Haus in Larache. Trotz seines Gesundheitszustandes gab er zwei Filminterviews, die 1981 und 1982 entstanden. Parallel dazu nahm er die Arbeit an einem weiteren Drehbuch auf: Le Langage de la muraille (Die Sprache der Mauern). Erneut ein Projekt, das er kurz vor der Umsetzung aufgab und das sich in die Schar unveröffentlichter Drehbücher einreihte.
Schwer krank reiste er im September 1982 in den Libanon nach Beirut, zu einer Zeit, in der die Stadt von israelischen Truppen belagert wurde. Die Situation in der Stadt spitzte sich zu, als die internationalen Schutztruppen abzogen, der neugewählte libanesische Präsident Bachir Gemayel ermordet wurde, israelische Soldaten unter Verletzung aller Vereinbarungen in Beirut einmarschierten, die palästinensischen Lager umzingelten und mit der Bombardierung der Stadt begannen. Im Lager Chatila richtete die Phalange-Miliz ein Massaker unter den Palästinensern an. Das Rote Kreuz zählte 210 tote Männer, Frauen und Kinder, schätzte die Gesamtzahl jedoch auf 800 bis 1.000. Genet und seine Reisebegleiterin Leila Chahid erfuhren von dem Gemetzel erst zwei Tage später. Am 19. September machte sich Genet vor Ort ein Bild davon. Drei Tage später reiste er zurück nach Paris und arbeitete den ganzen Oktober an dem Essay Quatre heures à Chatila (Vier Stunden in Schatila).
Sein letztes Buch, Ein verliebter Gefangener, begann er im Sommer 1983 in Marokko. Im Dezember erhielt er den „Grand Prix des Arts et des Lettres“. Seine Hauptbeschäftigung war nun das neue Buch. Nur selten unterbrach er diese Arbeit, u. a. im Dezember 1984, als er auf Einladung des österreichischen Philosophen Hans Köchler im Albert-Schweitzer-Haus in Wien eine dokumentarische Ausstellung über Sabra und Chatila eröffnete und aus seinem Text Quatre heures à Chatila vorlas, und im Sommer 1985 für ein zweitägiges Fernsehinterview des britischen Senders BBC mit dem Titel Saint Genet. Im November 1985 lieferte er das Manuskript ab und im Frühjahr des folgenden Jahres begann er mit der Korrektur der Druckfahnen. Sein Kehlkopfkrebs wurde wieder schlimmer und er arbeitete meistens im Liegen unter starken Schmerzen. Dennoch reiste er im März 1986 nach Spanien und Marokko. Zurück in Paris stieg er in einem kleinen, verkommenen Hotel ab.
In der Nacht vom 15. zum 16. April 1986 stürzte Jean Genet auf dem Weg vom Schlafzimmer ins Bad eine Stufe hinunter, schlug mit dem Hinterkopf auf und starb. Es war am Tag nach dem Tod von Simone de Beauvoir. Sein Leichnam wurde wie von ihm gewünscht nach Marokko überführt und in Larache still beerdigt. An dem Hotel in der Pariser Avenue Stéphen Pichon befindet sich heute eine Gedenktafel.

## Rezeption in Deutschland
In deutscher Übersetzung erschienen die Werke Jean Genets zunächst im Westen (Bundesrepublik Deutschland und Westberlin), seit den 1980er Jahren auch in der DDR. Aber auch im Westen unterlag er zwischenzeitlich Beschränkungen und der Zensur wegen „Unzüchtigkeit“. Seit den 1960er Jahren erschienen hierzulande wissenschaftliche Publikationen zu Genets Werken, später prägten seine Publikationen schwule Aktivisten. 1980 wurde Genet in die Shortlist der wichtigsten Literatur der Wochenzeitung ZEIT aufgenommen. Heute wird Genet in Deutschland neu gelesen bzw. regen Autoren dazu an, ihn wiederzuentdecken.

## Zensur
Während sich Persönlichkeiten wie Albert Camus wiederholt für das Werk Genets einsetzten, durfte der Autor selbst wegen „sexueller Abweichungen“ nicht in die USA einreisen, geriet in das Visier der Bundesprüfstelle für jugendgefährdende Medien und unterlag mit einigen seiner Werke in Frankreich lange aufgrund ihres „pornografischen“ Charakters mehreren Verboten. Dennoch wurde 1985 sein Werk Le balcon in das Repertoire der Académie française aufgenommen.

## Werke

### Werke in Einzelbänden
- Band I Notre-Dame-des-Fleurs (Urfassung). Merlin, Gifkendorf 1998 ISBN 3-926112-67-0
- Band II Wunder der Rose (Urfassung). (Miracle de la rose.) Merlin, Gifkendorf 2000 ISBN 3-926112-97-2
- Band III Das Totenfest (Urfassung). (Pompes funèbres.) Merlin, Gifkendorf 2000 ISBN 3-87536-207-1
- Band IV Querelle de Brest (Urfassung). (Noch nicht erschienen.)
- Band V Tagebuch des Diebes (Urfassung). (Journal du voleur.) Merlin, Gifkendorf 2001 ISBN 3-87536-213-6
- Band VI Ein verliebter Gefangener. (Un captif amoureux.) Merlin, Gifkendorf 2006 ISBN 3-87536-253-5
- Band VII Gedichte. (Le condamné à mort/Marche funèbre/La Galère/La Parade/Un chant d'amour/Le pêcheur du suquet/Le funambule.) Merlin, Gifkendorf 2004 ISBN 3-87536-236-5
- Band VIII Dramen. (Pour La Belle/Haute Surveillance/Les Bonnes/Le Balcon/Les Nègres/Les Paravents.). Teil 1: Merlin, Gifkendorf 2014 ISBN 978-3-87536-278-7; Teil 2: Merlin, Gifkendorf 2019 ISBN 978-3-87536-317-3
- Band IX Essays/Interviews. Merlin, Gifkendorf 2020 ISBN 978-387536-335-7

### Romane
- Notre-Dame-des-Fleurs. 1944, deutsch 1960
- Miracle de la Rose. 1946, deutsch 1963
- Querelle de Brest. 1947, deutsch 1955: Querelle.
- Das Totenfest. 1947, deutsch 1966
- Tagebuch eines Diebes. 1949, deutsch 1961
- Ein verliebter Gefangener – Palästinensische Erinnerungen. 1986, deutsch 1988

### Gedichte
- Der zum Tode Verurteilte. 1942, deutsch 1969
- Trauermarsch. 1945, deutsch 1999
- Die Galeere. 1947, deutsch 1991
- Ein Liebesgesang. 1946, deutsch 1983
- Die Parade. 1948, deutsch 1985
- Der Fischer von Le Suquet. 1948, deutsch 1970
- Der Seiltänzer. 1957, deutsch 1967

### Essays
- Alberto Giacometti. 1957[12]
- Das kriminelle Kind. 1958, deutsch 1961
- Gewalt und Brutalität. 1977, deutsch 1977
- 4 Stunden in Chatila. 1982, deutsch 1983

### Briefe
- Briefe an Roger Blin. 1966, deutsch 1967
- Chère Madame … Originalausgabe deutsch 1988

### Dramen

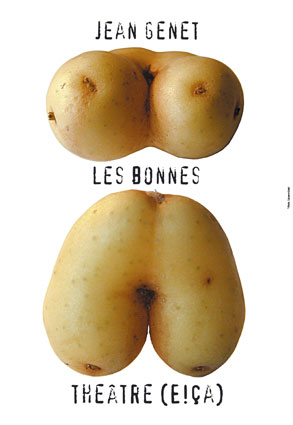
Plakat zu einer Aufführung von Les Bonnes

- Die Zofen (Les bonnes) UA 1947 Paris, DE 1957 Contra-Kreis-Theater in Bonn
- Unter Aufsicht (Haute surveillance) UA 1949 Paris, DE 1960 Städtische Bühnen in Kiel
- Der Balkon (Le balcon) UA 1957 London, DE 1959 Schlosspark-Theater in West-Berlin (verfilmt 1963); deutsche Übersetzung von Georg Schulte-Frohlinde: 4. Auflage, Merlin, Gifkendorf 1999, ISBN 3-926112-88-3.
- Die Neger (Les nègres) UA 1959 Paris, DE 1964 Landestheater Darmstadt
- Die Wände (Les paravents) UA 1961 Schlosspark-Theater in West-Berlin
- Splendid’s (Splendid’s) (1948) UA 1994 Berliner Schaubühne
- Sie (Elle) UA 1990 Parma
- Héliogabale,drame en quatre actes, édition établie et présentée par François Rouget, Paris : Gallimard, 2024, ISBN 978-2-07-304903-2

### Drehbuch und Regie
- Ein Liebeslied (Un Chant d’Amour) 25 Minuten s/w, 1950

### Drehbücher
- Mademoiselle.
- Abenddämmerung. 1976, unveröffentlicht
- Die Sprache der Mauern. 1982, unveröffentlicht

## Film
- Hans Neuenfels (Regie und Drehbuch): Reise in ein verborgenes Leben. 1983 (imaginäre Biografie)